# Теда Бара
Теодозія Берр Гудман, відома як Теда Бара (англ. Theda Bara, 29 липня 1885 — 7 квітня 1955) — американська акторка німого кіно та театру. Одна з найпопулярніших акторок епохи німого кіно та один із перших секс-символів кіно. Її ролі фатальних жінок принесли їй прізвисько «Вамп», пізніше сприяючи зростанню популярності ролей «вамп», заснованих на екзотиці та сексуальному домінуванні.

## Життєпис
Теодозія Берр Гудман 29 липня 1885 року в Цинциннаті. Названа на честь доньки віцепрезидента США Аарона Берра. Її батьком був Бернард Гудман (1853–1936), заможний кравець-єврей із Польщі. Її мати, Поліна Луїза Франсуаза (до шлюбу де Коппетт; 1861–1957), народилася у Швейцарії. Бернард і Полін одружилися в 1882 році. Теда мала двох молодших братів і сестер: Марке (1888–1954) і Естер (1897–1965).
У 1890 році сім'я переїхала в Ейвондейл, передмістя Цинциннаті зі значною єврейською громадою. Теодозія відвідувала середню школу, яку закінчила в 1903 році. Після двох років навчання в Університеті Цинциннаті вона працювала переважно в місцевих театральних постановках, але досліджувала й інші проєкти. Після переїзду до Нью-Йорка в 1908 році вона дебютувала на Бродвеї того ж року в «Дияволі».
Берр була найбільшою зіркою Fox Studios, яка запропонувала їй вигадану особистість єгиптянки, яка цікавиться окультизмом. Вона знялася в понад 40 фільмів між 1914 і 1926 роками, більшість із яких загинули під час пожежі на студії у 1937 році. Теда Бара залишила студію у 1919 році і не змогла відновити свій попередній успіх.
Після одруження з кінорежисером Чарльзом Брейбіном у 1921 році вона знялася ще у двох фільмах, а потім припинила акторську кар’єру в 1926 році, не з’явившись у жодному звуковому фільмі.
У 1936 році вона з'явилася на Lux Radio Theatre під час трансляції версії The Thin Man з Вільямом Пауелом і Мірною Лой. Вона не з'явилася в п'єсі, але натомість оголосила про плани повернутися в кіно, які так і не здійснилися. Вона знову з'явилася на радіо в 1939 році як гостя в Texaco Star Theatre.
У 1949 році продюсер Бадді ДеСілва та студія Columbia Pictures висловили зацікавленість у знятті фільму про життя Теди Бари з Бетті Гаттон у головній ролі, але проєкт так і не був реалізований.
7 квітня 1955 року, після тривалого перебування в каліфорнійській лютеранській лікарні в Лос-Анджелесі, акторка померла від раку шлунка. Похована під ім'ям Теда Бара Брабін на цвинтарі Форест Лон Меморіал Парк у Глендейлі, штат Каліфорнія. Бара, не маючи дітей, заповіла 100 000 доларів молодшій сестрі Лорі, 8 000 доларів чоловікові і 1000 доларів своїй невістці.

## В культурі
- Коротка сюїта для фортепіано Силуети з екрана (1919) Мортімера Вілсона містить мініатюрний музичний портрет Теди Бари, який зображено в атональному експресіоністичному стилі.
- Бара згадується в пісні Берта Калмара / Гаррі Рубі 1921 року «Ребекка повернулася з Мекки».
- Бара була однією з трьох акторок (з Полою Неґрі і Мей Мюррей), чиї очі були об'єднані, щоб утворити логотип Чиказького міжнародного кінофестивалю.
- Логотип International Times — це чорно-біле зображення Теди Бари. Намір засновників полягав у тому, щоб використати зображення акторки Клара Боу, «It girl» 1920-х , але зображення Теди Бари було використано випадково і більше не змінювалося.
- Під час сцени з фільму Авіатор, коли Говард Г’юз і Гленн Одекірк намагаються створити H-1 Racer, Одекірк зауважує: «Так, добре, я хочу побачення з Тедою Бара, але цього теж не станеться».
- Бара, а також втрачений фільм 1917 року «Клеопатра», багато згадуються в любовному романі «Усміхнена Неває» як муза художника по костюмах Реньє.
- Є кілька посилань на Бару в серії фільмів X. У фільмі 2022 року Перл головна героїня, яку грає Міа Гот, годує алігатора, якого вона назвала Теда. У фільмі МаХХХін 2024 року головну героїню, яку також зобразила Міа Гот, видно, як вона гасить свою цигарку на зірці Голлівудської алеї слави Теда Бара.

## Фільмографія
- 1914: The Stain
- 1915: Siren of Hell
- 1915: A Fool There Was
- 1915: Kreutzer Sonata
- 1915: The Clemenceau Case
- 1915: The Devil's Daughter
- 1915: Lady Audley's Secret
- 1915: The Two Orphans
- 1915: Sin
- 1915: Carmen
- 1915: The Galley Slave
- 1915: Destruction
- 1916: The Serpent
- 1916: Gold and the Woman
- 1916: The Eternal Sappho
- 1916: East Lynne
- 1916: Under Two Flags
- 1916: Her Double Life
- 1916: Romeo and Juliet
- 1916: The Vixen
- 1917: The Darling of Paris
- 1917: The Tiger Woman
- 1917: Her Greatest Love
- 1917: Heart and Soul
- 1917: Camille
- 1917: Cleopatra
- 1917: The Rose of Blood
- 1917: Madame Du Barry
- 1918: The Forbidden Path
- 1918: The Soul of Buddha
- 1918: Under the Yoke
- 1918: Salome
- 1918: When a Woman Sins
- 1918: The She Devil
- 1919: The Light
- 1919: When Men Desire
- 1919: The Siren's Song
- 1919: A Woman There Was
- 1919: Kathleen Mavourneen
- 1919: La Belle Russe
- 1919: The Lure of Ambition
- 1921: The Prince of Silence
- 1925: Розпусна жінка
- 1926: Madame Mystery